# La Pierre de Mazarin
La Pierre de Mazarin (The Adventure of the Mazarin Stone en version originale), est l'une des cinquante-six nouvelles d'Arthur Conan Doyle mettant en scène le détective Sherlock Holmes. Elle est parue pour la première fois dans la revue britannique Strand Magazine en octobre 1921, avant d'être regroupée avec d'autres nouvelles dans le recueil Les Archives de Sherlock Holmes (The Case-Book of Sherlock Holmes).
Cette nouvelle a la particularité d'être narrée à la troisième personne (point de vue narratif externe), ce qui est inhabituel dans le cycle Holmes dans lequel le docteur Watson est habituellement le narrateur des aventures du détective (point de vue narratif interne).

## Résumé

### Mystère initial
Le docteur Watson vient au 221B Baker Street pour rendre visite à son ami Sherlock Holmes, et est accueilli par Billy, son nouveau domestique. Billy explique que Holmes dort encore, et enquête dans une nouvelle affaire particulièrement dangereuse liée au vol d'un diamant de la Couronne. Le diamant, désigné sous le terme de « Pierre de Mazarin », a une valeur de 100 000 £. Le Premier ministre et le ministre de l'Intérieur ont insisté pour que Lord Cantlemere, propriétaire du diamant, fasse appel aux services du détective malgré les réticences de l'aristocrate.

### Résolution
Billy montre à Watson qu'une sculpture très réaliste de Sherlock Holmes a été placée à la fenêtre de l'appartement : par ce moyen, un tireur embusqué situé à l'extérieur tirerait sur cette sculpture et non sur le « vrai » détective. Watson remarque qu'un stratagème identique avait été utilisé dans  La Maison vide pour éviter les balles du colonel Sebastian Moran.
Sherlock Holmes sort peu après de sa chambre, et explique à Watson qu'il a découvert les voleurs du diamant : le cerveau du vol est le comte Negretto Sylvius, et son complice est Sam Merton. Il a pu faire une filature de Sylvius en utilisant divers déguisements, mais n'est pas parvenu à savoir où le diamant était caché. Par ailleurs, les malfaiteurs savent que Holmes est à leur poursuite, et semblent avoir la ferme intention de l'éliminer. Le détective vient de terminer son récit lorsque Billy annonce la venue de Sylvius à l'appartement. Watson remarque que Sam Merton est aussi présent dans la rue. Malgré le risque couru, Holmes accepte que Sylvius entre dans l'appartement, mais sort auparavant avec Watson par une seconde porte située dans sa chambre. Watson part chercher la police.
Sylvius entre donc dans la pièce principale du 221B, qui est déserte. Cependant, le malfaiteur est leurré par la sculpture présente dans la pièce, et s'apprête à lui fracasser le crâne par derrière à l'aide de sa canne lorsque Holmes apparaît sur le seuil de la porte (étant remonté depuis la rue) et lui enjoint d'adopter des manières plus cordiales. Holmes explique au malfaiteur menaçant qu'il connaît beaucoup d'informations compromettantes sur son compte en dehors de celles liées au vol du diamant. Le détective propose ainsi un marché : Sylvius doit lui révéler l'endroit où est caché le diamant, en échange de quoi il le laisse en liberté. Le cas échéant, Holmes dénoncera Sylvius et son complice à Scotland Yard pour toutes les précédentes affaires dont il a connaissance, ce qui devrait se conclure par une vingtaine d'années de prison.
Holmes demande à Billy de faire monter Sam Merton pour que les deux malfaiteurs puissent choisir ensemble de révéler ou non l'emplacement du diamant. Le détective affirme que pour les laisser s'entretenir librement, il va se retirer pour jouer du violon dans sa chambre. Les deux voleurs s'entretiennent donc sur ce qu'il doivent faire, et Sylvius finit par révéler qu'il a simplement caché le diamant dans l'une de ses poches. Le cerveau de l'équipe sort la pierre, et s'approche de la fenêtre pour en montrer les reflets à son compagnon. Sherlock Holmes surgit alors de derrière la sculpture et s'empare du joyau en menaçant les deux malfaiteurs de son revolver. Devant la stupéfaction des deux hommes, Holmes explique être sorti de sa chambre après avoir mis un concerto pour violon sur son gramophone, puis est rentré discrètement par la fenêtre de la pièce principale depuis l'extérieur. La police arrive alors à l'appartement en compagnie de Watson, et emmène les deux voleurs.
L'aventure se termine par l'arrivée de Lord Cantlemere, venu prendre des nouvelles de l'enquête. Holmes, qui aime terminer ses enquêtes sur une touche théâtrale, parvient à glisser discrètement le diamant dans une poche de veste de l'aristocrate. Alors que ce dernier s'impatiente face au discours pessimiste de Holmes, le détective lui affirme que la pierre se trouve tout simplement dans sa poche de manteau. Son client est stupéfait. Tout en dénonçant son humour de mauvais goût, il le remercie pour le succès de l'enquête.

## Adaptations
| Année | Titre                              | Pays        | Réalisateur     | Holmes        | Watson           | IMDb |
| ----- | ---------------------------------- | ----------- | --------------- | ------------- | ---------------- | ---- |
| 1923  | The Stone of Mazarin               | Royaume-Uni | George Ridgwell | Eille Norwood | Hubert Willis    | Lien |
| 1951  | The Adventure of the Mazarin Stone | Royaume-Uni | Anthony Cope    | Andrew Osborn | Philip King      | Lien |
| 1994  | The Mazarin Stone                  | Royaume-Uni | Peter Hammond   | Jeremy Brett  | Edward Hardwicke | Lien |

La nouvelle a été adaptée par George Ridgwell en 1923 dans un court métrage d'une vingtaine de minutes (noir et blanc, muet) avec Eille Norwood dans le rôle de Sherlock Holmes. L'intrigue a ensuite été adaptée par la BBC en 1951, puis par la Granada TV en 1994 en tant qu'épisode de la série télévisée Sherlock Holmes avec Jeremy Brett. Cette dernière adaptation fusionne en réalité deux nouvelles de Sherlock Holmes en un même épisode : La Pierre de Mazarin et Les Trois Garrideb. Par ailleurs, Jeremy Brett ne figure que dans le prologue et dans la scène finale (car étant trop malade pour pouvoir jouer), et c'est Mycroft Holmes (interprété par Charles Gray) qui se charge de l'affaire du diamant volé, tandis que Watson s'occupe parallèlement de l'affaire des trois Garrideb. Cet épisode est le 40e de la série, et le cinquième de la saison intitulée Les Mémoires de Sherlock Holmes. En français, cette dernière adaptation a été traduite La Pierre Mazarin ou La Mazarine.

## Livre audio en français
- Arthur Conan Doyle, La Pierre de Mazarin [« The Adventure of the Mazarin Stone »], Paris, La Compagnie du Savoir, coll. « Les enquêtes de Sherlock Holmes », 2011 (EAN 3760163659800, BNF 42478508)Narrateur : Cyril Deguillen ; support : 1 disque compact audio ; durée : 42 min environ ; référence éditeur : La Compagnie du Savoir CDS105. Le nom du traducteur n'est pas indiqué.